# قرار مجلس الأمن التابع للأمم المتحدة رقم 734
قرار مجلس الأمن التابع للأمم المتحدة رقم 734، الذي تم تبنيه بالإجماع في 29 كانون الثاني (يناير) 1992، بعد التذكير بالقرارات السابقة حول الموضوع، وكذلك دراسة تقرير الأمين العام عن قوة الأمم المتحدة المؤقتة في لبنان (اليونيفيل) المعتمدة في 426 (1978) قرر المجلس تمديد ولاية اليونيفيل لستة أشهر أخرى حتى 31 يوليو 1992.
ثم أعاد المجلس التأكيد على ولاية القوة وطلب إلى الأمين العام تقديم تقرير عن التقدم المحرز فيما يتعلق بتنفيذ القرارين 425 (1978) و426 (1978). كما طلب منه دراسة طرق تحسين فعالية القوة.